# Жиричи
Жи́ричи (укр. Жиричі) — село в Ратновской поселковой общине Ковельского района Волынской области Украины.
До 2020 года входило в Ратновский район.
Код КОАТУУ — 0724283001. Население по переписи 2001 года составляет 2292 человека. Почтовый индекс — 44141. Телефонный код — . Занимает площадь 4,669 км².